# 潘桂仙
潘桂仙（1966年1月—），广西隆安人，壮族，无党派人士。中华人民共和国政治人物、第十三届全国人民代表大会广西壮族自治区代表。

## 生平
2018年，潘桂仙被选为广西壮族自治区出席第十三届全国人民代表大会代表。